# ون بنش مان
ون بنش مان (باليابانية: ワンパンマン، بالروماجي: Wanpanman) (بالإنجليزية: One Punch-Man)‏، هي ويب كومكس يابانية تدور أحداثها حول بطل خارق. قام بتأليفها فنان باسم مستعار (وان)، صدرت أول مرة بداية عام 2009. تجاوزت نسبة المشاهدات للقصة عبر الأنترنيت 7.9 مليون زيارة في يونيو 2012. الاسم الياباني وانبانمان هو تلاعب بالكلمات ليختصر بهذا الشكل كشخصية الأطفال أنبانمان (بالعربية الرغيف العجيب). وان بان (wanpan) هي تقليص لكلمة (wanpanchi) التي تعني اللكمة الواحدة ("one punch"). رجل اللكمة الواحدة هي قصة تحكي عن شخصية تدعى سايتاما، وهو بطل ذو قوة خارقة، حيث أنه يتغلب على جميع خصومه بلكمة واحدة، لذلك يشعر بالملل دوما لعدم وجود خصم جدير بالتحدي، لذلك يسعى من خلال محاربة الشر لإيجاد خصم يستحق ذلك.
المانغا الإلكترونية صدرت منها طبعة جديدة، وذلك من خلال ما أوضحه يوسوكي موراتا، حيث صدرت من خلال الناشر شوئيشا، على مجلة يونغ جمب الأسبوعية كما بدت في الموقع عام 2012. الفصول تتم طباعتها بشكل دوري على شكل مجلدات تانكوبون، أصدر منها 17 مجلداً في الأسواق اليابانية حتى الآن. وقد بيعت أكثر من 14 مليون طبعة حتى ديسمبر 2017.فيز ميديا أصدرت طبعة جديدة بالإنجليزية للسلسلة في مجلة شونن جمب الأسبوعية الرقمية.
اقتبست المانغا إلى مسلسل أنمي متلفز، الموسم الأول من انتاج أستوديو مادهاوس عرض في عام 2015.  والموسم الثاني من إنتاج أستوديو جاي سي ستاف عُرض في عام 2019. والموسم الثالث من إنتاج أستوديو جاي سي ستاف سيعرض في أكتوبر 2025.

## الأحداث
على كوكب الأرض، تعيش وحوش غريبة وأشرار خارقون، يظهرون بشكل غامض ويسببون الكوارث. ومن أجل مكافحتها، بعث الأبطال الخارقون للتصدي لهم. سايتاما واحد من هؤلاء الأبطال، يقطن في المدينة «زد»، بإمكانه التغلب على الأشرار والوحوش بسهولة كبيرة، وذلك بلكمة واحدة فقط. رغم ذلك، فهو يشعر بالملل طوال الوقت، فمع قوته الكبيرة لا يجد أي حماس في القتال، لذلك يبحث عن خصم جدير بالنزال. من خلال هذه السلسلة والأحداث يلتقي سايتاما بالكثير من الأبطال الخارقين والأشرار الأقوياء وكذلك الوحوش، كذلك فإن لسايتاما تلميذ يدعى جينوس وهو على هيئة سايبورغ، حيث ينضم سايتاما لجمعية الأبطال من أجل الحصول على الاعتراف الرسمي.

## الوسائط

### المانغا
بدأ وان بنشر المانغا باعتبارها ويب كومكس سنة 2009. في فبراير 2017، تم إصدار 114 من فصول ويب كومكس. عندما أصبحت السلسلة ذات شعبية، وحصلت على 7.9 مليون زيارة بحلول يونيو 2012، إتصل يوسوكي موراتا بوان، حيث إقترح عليه إعادة رسم القصة، لتنشر على موقع يونغ جمب الأسبوعية، Young Jump Web Comics (となりのヤングジャンプ Tonari no Yangu Janpu) قامت شوئيشا بنشرها لاحقا. تم نشر الفصل الأول في 14 يونيو 2012. يتم جمع الفصول بشكل دوري وطباعتها في مجلدات تانكوبون، تم طباعة إثني عشر مجلدا اعتبارا من 2 ديسمبر 2016. في أغسطس 2015، تم تجميعها في قرص مدمج إحتوى تسع مجلدات.
بدأ نشر القصة على فيز ميديا شونن جمب الأسبوعية (Shonen Jump Alpha في ذلك الوقت) في أمريكا الشمالية في 21 يناير 2013. تم إصدار أول مجلد رقمي في فبراير 2014. ون ينش مان كانت واحدة من السلاسل التي أتاحتها فيز على كوميكسولوجي في يونيو 2014. صدرت المانغا المطبوعة في الولايات المتحدة في سبتمبر 2015.

### الأنمي
تم الإعلان عن الأنمي في العدد الخامس عشر من مجلة يونغ جيمب الأسبوعية 10 آذار (مارس) 2015. أخرج الموسم الأول من قبل شينغو ناتسومي في أستوديو مادهاوس وكتب من طرف توموهيرو سوزوكي. ما يميز المسلسل هو تصميم الشخصيات من قبل شيكاشي كوبوتا، الذي يشغل أيضا منصب مدير التحريك، والموسيقى من قبل ماكوتو ميازاكي والتصميم الفني من قبل شيغيمي ايكيدا ويوكيكو ماروياما. التلوين كان من طرف كين هاشيموتو، وأكان فوشيهارا هو مدير التصوير وكاشيكو كيمورا بمثابة محرر سلسلة، وشوجي هاتا مصمم الصوتيات. أغنية الافتتاح هي «البطل !! ~Ikareru Ken ni Honō o Tsukero~» (THE HERO!! ～怒れる拳に火をつけろ～, «The Hero!! البطل!! أشعل النار في القبضة الغاضبة») من قبل مشروع جام، والأغنية الختامية هي "Hoshi Yori Saki ni Mitsukete Ageru" (星より先に見つけてあげる, «سوف أجدك قبل النجوم») من طرف هيروكو موريغوتشي.
بث الموسم الأول من رجل الكمة الواحدة في اليابان بين 5 أكتوبر 2015 و21 ديسمبر 2015 على شاشة تلفزيون طوكيو، بث في مواعيد لاحقة على تلفزيون أوساكا وتي في كيو وكي بي أس وبي أس جابان وأي تي- إكس. استمر الموسم طيلة 12 حلقة، حيث عرض مباشرة على نيكو نيكو دوغا كما تم بثه مزامنة على هولو (موقع) ودايسوكي وكذلك فيز ميديا ونيون ألاي. تم إجراء معاينة للأنمي في المركز الثقافي لمدينة سايتاما في 6 سبتمبر 2015. كذلك فإن السلسلة مرخصة من قبل فيز ميديا في أمريكا الشمالية، وكازي يو كاي (Kaze UK) في المملكة المتحدة. تم إصدار فيلم فيديو أصلي مع مجلد المانغا العاشر في 4 ديسمبر 2015. يتم دمج حلقات أوفا إضافية في أقراص بلو-راي ودي في دي من هذا الموسم، وأولها صدر في 24 ديسمبر 2015. تم الإعلان عن موسم ثان للأنمي. أعلن موراتا في الأسابيع الأخيرة التي بث فيها الموسم الأول أنه كان يعمل على جعل الموسم الثاني حقيقة واقعة، لكنه لم يؤكد أنها كانت قيد التطوير اعتبارا من ديسمبر 2015. كما أعلنت فيز ميديا بأنهم كانوا يعملون على نسخة باللغة الإنجليزية من ون بنش مان في أنيمي بوسطن عام 2016. في 1 يوليو من نفس العام، أعلنت تونامي في أنيمي إكسبو أن السلسلة سيبدأ بثها في 16 يوليو 2016.

## الاستقبال
صدرت لـون بنش مان 2.2 مليون نسخة مطبوعة في نوفمبر تشرين الثاني عام 2013، 3.2 مليون نسخة في أبريل 2014، و4.5 مليون نسخة في نوفمبر 2014. وبحلول نوفمبر 2016، ارتفع هذا العدد ليصل إلى 11.1 مليون نسخة مطبوعة. وكانت السلسلة واحدة من العشرة المرشحين لجوائز مانغا تايشو السنوية السابعة في عام 2014.
بعد إصدارها في الولايات المتحدة، ظهر كلا المجلدين الأول والثاني لأول مرة في قائمة نيويورك تايمز لأفضل المانغا مبيعا، في المركزين الأول والثاني على التوالي، وبقيت هناك لمدة أسبوعين. ونزل المجلد الأول إلى المركز الثاني في لأسبوع الثالث، في حين غادر المجلد الثاني القائمة تماما. وبقي المجلد الأول مدرجا في القائمة للأسبوع الرابع. تم ترشيح المسلسل لجائزة إيسنر في عام 2015.

## وصلات خارجية
- الموقع الرسمي
- الموقع الرسمي
- الموقع الرسمي
- الموقع الرسمي
- ون بنش مان على قاعدة بيانات الانمي العربية (بالعربية)